# Lanza (metrostation)
Lanza is een metrostation in de Italiaanse stad Milaan dat werd geopend op 3 maart 1978 en wordt bediend door lijn 2 van de metro van Milaan. Het station bevindt zich aan de gelijknamige straat vernoemd naar premier Giovanni Lanza.

## Ligging en inrichting
Lanza is onderdeel van het 2200 meter lange traject onder de oude stad tussen de twee kopstations Porta Garibaldi en Cadorna. Dit deel is gebouwd tussen 1970 en 1978 zonder gebruik te maken van de Milanese methode die voor 1970 standaard werd toegepast. Het station was tot de opening van Pero het enige dubbelgewelfdstation met naast elkaar liggende buizen van het hele Milanese net. Aansluitend liggen de sporen in enkelsporige geboorde tunnels onder de gebouwen in de binnenstad. Iets ten zuidwesten van het station gaan de enkelsporige tunnels over in een dubbelsporige tunnel onder het kasteel van Sforza waar ook lijn 1 wordt gekruist. De verdeelhal ligt boven de perrons onder het plein voor het Piccolo Theater van Milaan. Deze is via voetgangerstunnels verbonden met toegangen aan zuid- en westkant van het plein. Aan de oostkant van het plein ligt de enige metrotoegang in een gevel van de Milanese binnenstad. 

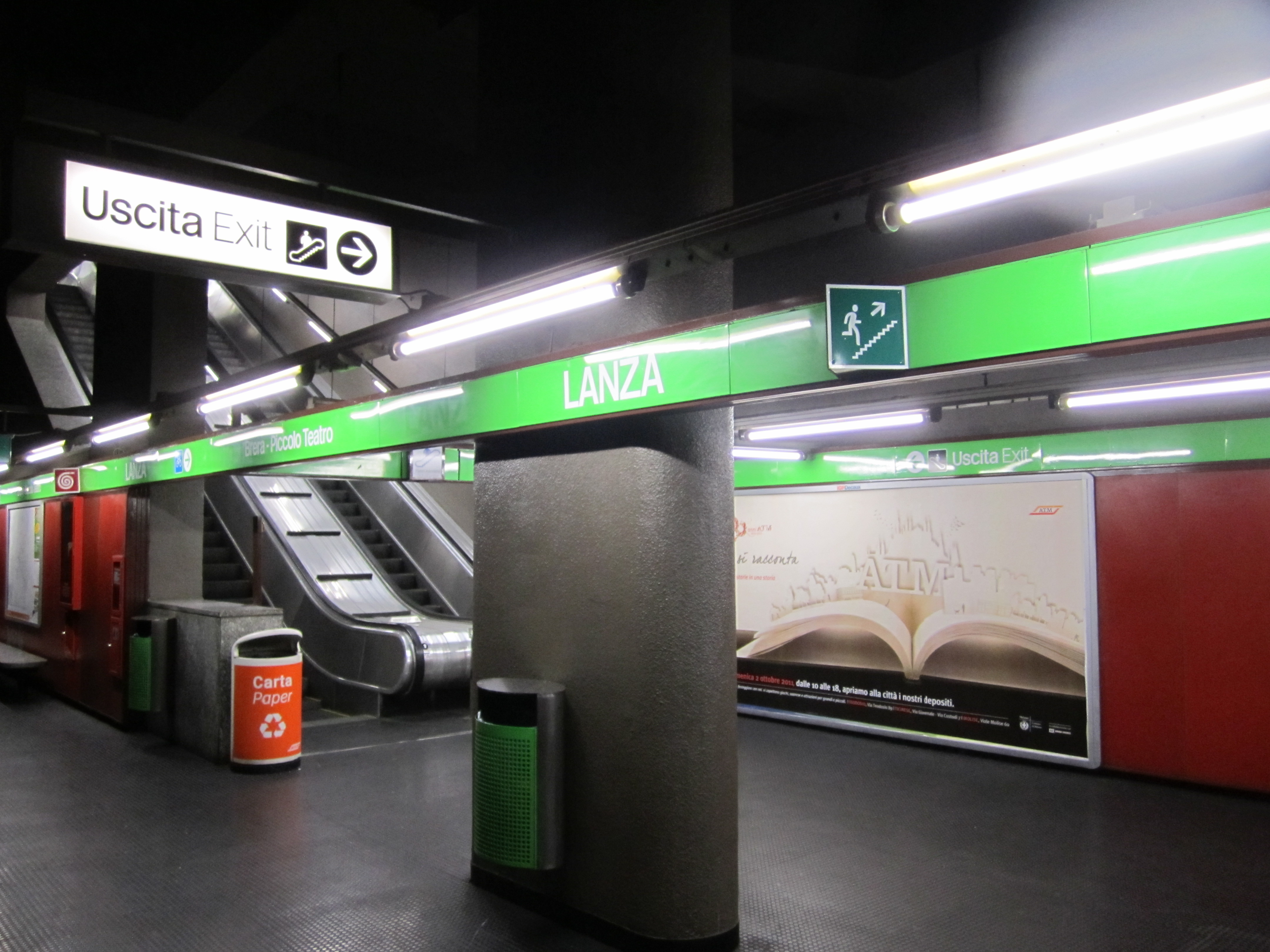
De roltrappen tussen verdeelhal en perron
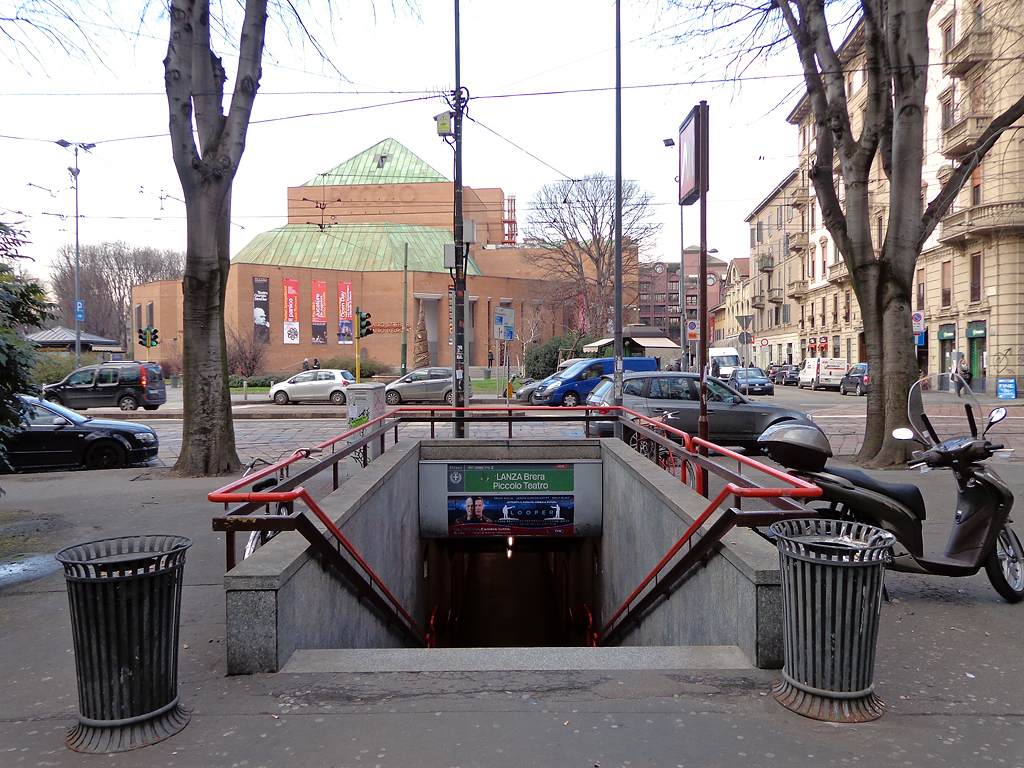
De zuidelijke toegang
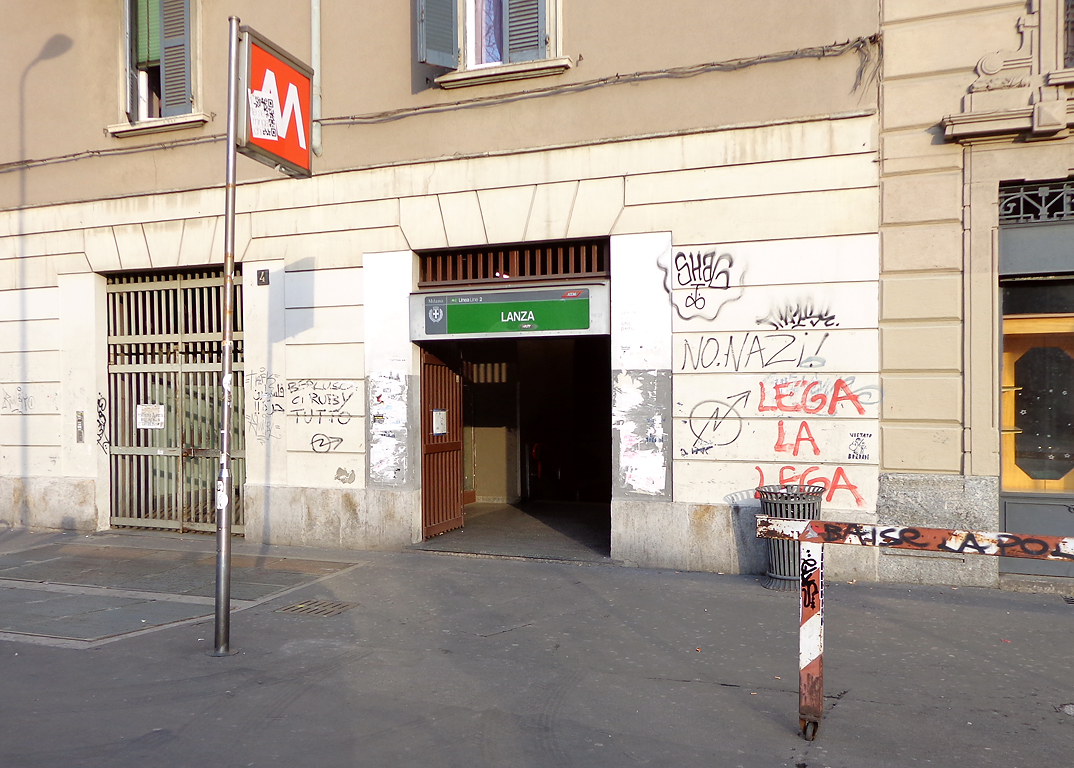
De ingang in de gevel aan de oostkant van het plein